# Családi címer
A családi címer a hagyományos címertani felosztásban egy család vagy a közös őstől leszármazó nemzetség családjainak a közös címere. Ez az adott címer eredeti formája (főtypus, közös typus, közös vonás; Bárczay 6., 8., 10.), melyet a közös ős viselt. Az egyes családok ezen gyakran hajtottak végre változtatást (czímertypus; Bárczay 7.) vagy különféle félreértések miatt a címerábra kisebb-nagyobb változtatásokon ment át. 
A családi címer az, amelyiket csak egy adott család visel és az ágakon belüli címerváltozatok is nyilvánvalóan az eredeti címerből származtak. Több család ugyanazon közös címert is viselhetett.